# Brug 8

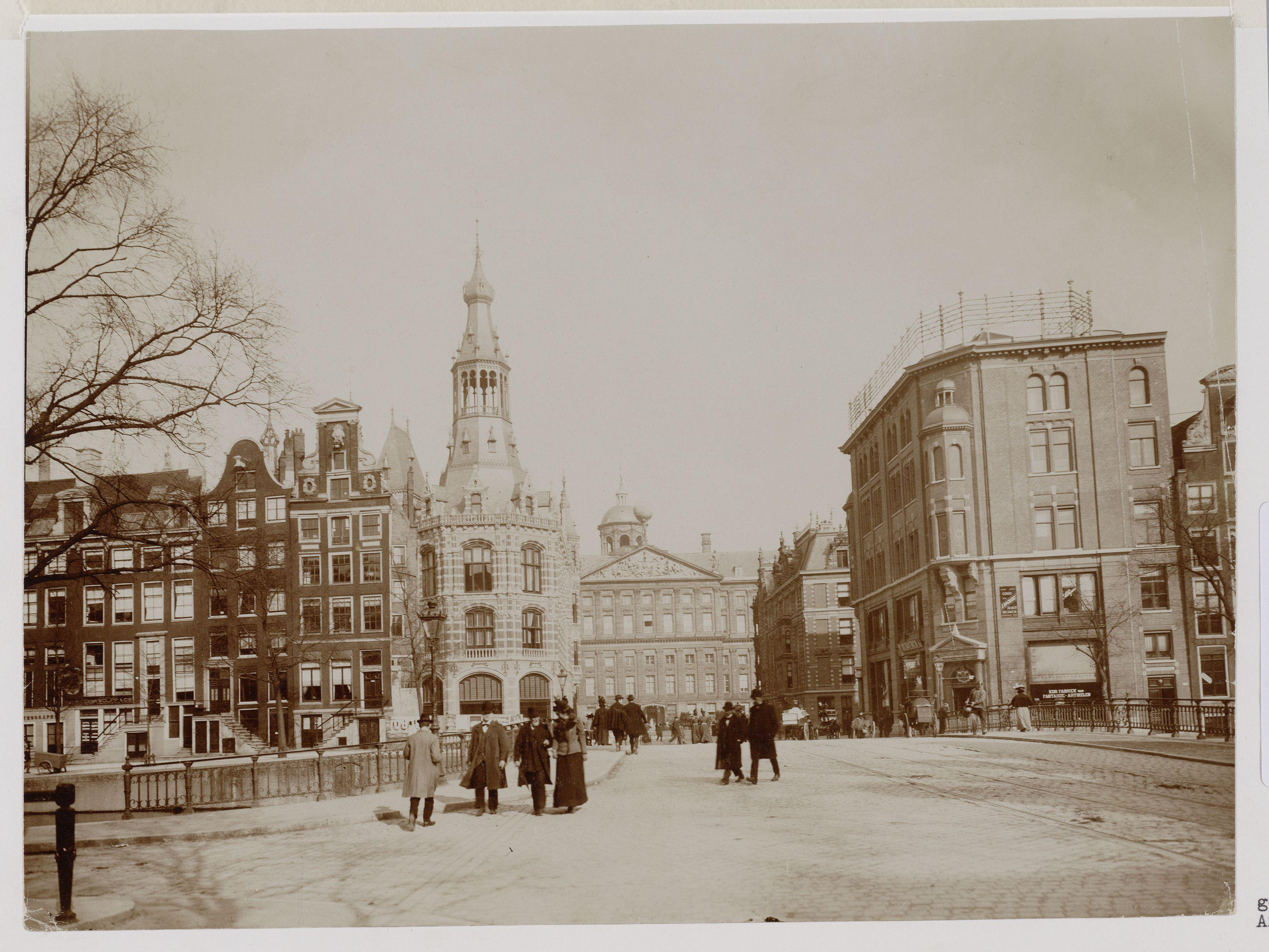
Brug 8 in 1890

Brug 8 is de officiële aanduiding van een brug in Amsterdam-Centrum. De brug had tot 5 juli 2016 de onofficiële naam Huiszittenbrug, waarmee het verwees naar het Huiszittenpakhuis. Deze naam is echter komen te vervallen.
De vaste plaatbrug is gelegen in de Raadhuisstraat en overspant de Singel. Er lag al minstens twee eeuwen een brug, die in 1894 nog aan de eisen van de tijd was aangepast. De Raadhuisstraat was toen net aangelegd. Rond 1922 werd besloten de oude brug te vervangen door een nieuwe. Deze brug werd ontworpen door Piet Kramer en van februari tot december 1925 gebouwd. De brug heeft enkele kenmerken behorend tot de Amsterdamse School. De typische Kramerelementen als de bakstenen bruggenhoofden met natuurstenen al dan niet gebeeldhouwde zuilen zijn terug te vinden bij deze brug.
De brug maakt onderdeel uit van een set van drie bruggen (brug 8, brug 22 en brug 106) in de verkeersafvoer/toevoerroute naar en van Amsterdam-West via de Rozengracht. Ze hebben alle drie hetzelfde uiterlijk, terug te vinden in bijvoorbeeld het siersmeedwerk voor de balustraden.
De brug had jarenlang de officieuze titel Huiszittensluis. Deze titel was een vernoeming naar het Huiszittenpakhuis (ten behoeve van armenbedeling), dat stond tot eind 19e eeuw waar toen het Amsterdam Hoofdpostkantoor verrees. Tussen het Singel en het huiszittenspakhuis liep de Huiszittensteeg. In juli 2016 besloot de gemeenteraad na een inspraakronde dat die officieuze tenaamstelling niet meer gebruikt mocht worden in officiële stukken. De kennis over de binding met het verleden was in de loop der jaren verloren gegaan.
1 · 2 · 3 · 4 · 5 · 6 · 7 · 8 · 9 · 10 · 11 · 12 · 13 · 14 · 15 · 16 · 17 · 18 · 19 · 20 · 21 · 22 · 23 · 24 · 25 · 26 · 27 · 28 · 29 · 30 · 31 · 32 · 34 · 35 · 36 · 37 · 38 · 39 · 40 · 41 · 42 · 43 · 44 · 45 · 46 · 47 · 48 · 49 · 50 · 51 · 52 · 53 · 54 · 55 · 56 · 57 · 58 · 59 · 60 · 61 · 62 · 63 · 64 · 65 · 66 · 67 · 68 · 69 · 70 · 71 · 72 · 73 · 74 · 75 · 76 · 77 · 78 · 79 · 80 · 81 · 82 · 84 · 85 · 86 · 87 · 88 · 89 · 90 · 91 · 92 · 93 · 94 · 95 · 96 · 97 · 98 · 99 · >>>
Brugnummers 33 en 83 zijn niet (meer) vergeven